# Michalis Koutsogiannakis
Michalis Koutsogiannakis, född 22 november 1959 i Chania på Kreta, Grekland, är en svensk skådespelare.

## Biografi
Koutsogiannakis kom till Sverige 1979 och studerade sociologi på Stockholms universitet. Under en resa i Australien kom han i kontakt med en grekisk teatergrupp i Sydney som gav honom en roll i en uppsättning. Han återvände senare till Sverige och studerade då teatervetenskap vid universitetet. 1989 vidareutbildade han sig vid Ingemar Linds Institutet för scenkonst i Italien och har därefter verkat vid bland annat Borås, Uppsala, Göteborgs och Malmö stadsteater, Riksteatern samt Dramaten i Stockholm. Sedan 2004 är han fast anställd vid Helsingborgs stadsteater.
Sitt genombrott i Sverige fick han med rollen som Massoud i TV-serien Det nya landet från 2000, för vilken han nominerades till en Guldbagge 2001 i kategorin Bästa skådespelare. 2003 gjorde han en bemärkt roll som fånge i Tusenbröder – Återkomsten och 2009 spelade han Dragan Armanskij i Stieg Larsson-filmatiseringarna Män som hatar kvinnor, Flickan som lekte med elden och Luftslottet som sprängdes.
Koutsogiannakis blev 2014 tilldelad Kvällspostens Thaliapris för sin tolkning av rollen Caligula i Albert Camus pjäs med samma namn och ett flertal andra framstående rolltolkningar genom åren på Helsingborgs stadsteater.

## Filmografi
- 1992 – Den ena kärleken och den andra (TV-serie)
- 1997 – Slussen
- 1998 – Den 8:e sången
- 1999–2000 – Sjätte dagen (TV-serie)
- 2000 – Det nya landet (TV-serie)
- 2001 – Hans och hennes
- 2001 – Hem ljuva hem
- 2001 – Motsols
- 2001 – Beck – Mannen utan ansikte
- 2001 – Atlantis – En försvunnen värld (röst)
- 2003 – Tusenbröder II
- 2003 – Håll käft!
- 2003 – Detaljer
- 2004–2005 – Graven (TV-serie)
- 2005 – Vinterkyss
- 2006 – Små mirakel och stora
- 2006 – Quinze
- 2007 – Bennys gym
- 2007 – 5 Løgner (TV-serie)
- 2007 – Blodsbånd
- 2008 – Sthlm (TV-serie)
- 2008 – Vi hade i alla fall tur med vädret – igen
- 2009 – Original
- 2009 – Män som hatar kvinnor
- 2009 – Flickan som lekte med elden
- 2009 – Luftslottet som sprängdes
- 2011 – Kronjuvelerna
- 2011 – Koselig med peis (TV-serie)
- 2012 – En gång om året
- 2012 – Fuck Up
- 2014 – Ettor och nollor (TV-serie)
- 2014 – Piratskattens hemlighet (TV-serie)
- 2015 – En underbar jävla jul
- 2017 – Syrror (TV-serie)
- 2018 – Bron (TV-serie)
- 2020 – Top Dog (TV-serie)
- 2021 – Mäklarna (TV-serie)

## Teater

### Roller (ej komplett)
| År   | Roll                      | Produktion | Regi                | Teater                                 |
| ---- | ------------------------- | --- | ------------------- | -------------------------------------- |
| 1993 |                           | Natten före skogarna (La Nuit juste avant les forêts) Bernard-Marie Koltès                                      | Vuola Kereklidou    | Riksteatern                            |
| 2001 |                           | Kommer och försvinner Lars Norén                                                                                | Lennart Hjulström   | Riksteatern                            |
| 2001 |                           | Måsen (Чайка, Tjajka) Anton Tjechov                                                                             | Lars Norén          | Riksteatern                            |
| 2004 | Versjinin                 | 3 systrar (Три сeстры, Tri sestry) Anton Tjechov                                                                | Christian Tomner    | Helsingborgs stadsteater               |
| 2005 | Horst                     | Bent Martin Sherman                                                                                             | Solbjørg Højfeldt   | Helsingborgs stadsteater               |
| 2005 | Tartuffe                  | Tartuffe/Bedragaren (Tartuffe, ou l'Imposteur) Molière                                                          | Ragnar Lyth         | Malmö Dramatiska Teater                |
| 2006 | Josef Stalin              | Elitklassen (Master Class) David Pownall(en)                                                                    | Göran Stangertz     | Riksteatern                            |
| 2007 | Clov                      | Slutspel (Fin de partie) Samuel Beckett                                                                         | Aslak Moe           | Helsingborgs stadsteater               |
| 2007 | Valmont                   | Farliga förbindelser (Les Liaisons dangereuses) Christopher Hampton                                             | Solbjørg Højfeldt   | Helsingborgs stadsteater               |
| 2008 | Claude Frollo             | Ringaren i Notre Dame (Notre-Dame de Paris) Victor Hugo                                                         | Fransesca Quartey   | Helsingborgs stadsteater               |
| 2009 |                           | Om detta är en människa (Se questo è un uomo) Primo Levi                                                        | Göran Stangertz     | Helsingborgs stadsteater               |
| 2010 |                           | I tredje person Thomas Bernhard                                                                                 | Marek Kedzierski    | Helsingborgs stadsteater               |
| 2011 | Robert/ François Bertrand | Duvorna (Die Tauben) David Gieselmann                                                                           | Alexander Öberg     | Helsingborgs stadsteater               |
| 2011 | Lucky                     | I väntan på Godot (En attendant Godot) Samuel Beckett                                                           | Rick Cluchey(en)    | Helsingborgs stadsteater               |
| 2012 |                           | Den gyllene draken (Der goldene Drache) Roland Schimmelpfennig                                                  | Anna Novovic        | Helsingborgs stadsteater               |
| 2012 |                           | Everest Lotta Lotass                                                                                            | Jörgen Dahlqvist    | Helsingborgs stadsteater/ Teatr Weimar |
| 2014 |                           | Frankenstein Mary Shelley                                                                                       | Rikard Lekander     | Helsingborgs stadsteater               |
| 2015 | Ed Boone                  | Den besynnerliga händelsen med hunden om natten (The Curious Incident of the Dog in the Night-time) Mark Haddon | Moqi Simon Trolin   | Helsingborgs stadsteater               |
| 2016 | Nikos                     | Mamma Mia! – The party Calle Norlén, Björn Ulvaeus och Roine Söderlundh                                         | Roine Söderlundh    | Restaurang Tyrol                       |
| 2021 | Allan                     | Kärlek skonar ingen Mirja Unge, Håkan Hellström och Björn Olsson                                                | Victoria Brattström | Göteborgsoperan                        |